# Frédéric Brando
Pour les articles homonymes, voir Brando.
Frédéric Brando est un ancien footballeur français né le 8 novembre 1973 à Cannes (Alpes-Maritimes). Son poste de prédilection est milieu de terrain (1,75 m pour 72 kg).

## Biographie
Souvent surnommé "L'homme aux trois poumons" lors de son passage à Marseille où il tira finalement son épingle du jeu alors qu'il apparaissait au début comme une recrue secondaire, il fut International A' et compte plusieurs sélections en Équipe de France espoirs.
Il est aujourd'hui consultant pour le groupe Canal+. 
Durant l'été 2016, Frédéric Brando a signé un contrat avec l'OGC Nice pour intégrer la cellule de recrutement professionnel du club niçois.
Il est depuis 2022 responsable de la cellule de recrutement de l OGC Nice.

## Carrière
- 1990-1993 :  Sporting Toulon Var (13 match, 1 but)
- 1993-1994 :  AS Monaco (2 match)
- 1994-1997 :  Le Havre AC (100 matchs, 4 buts)
- 1997-2001 :  Olympique de Marseille (102 matchs, 5 buts)
- 2001-2003 :  CS Sedan-Ardennes (19 matchs)
- 2003-2006 :  Clermont Foot (61 matchs, 2 buts)
- 2006-2007 :  Sporting Toulon Var (21 matchs, 1 but)[1]

## Palmarès
- Vice-champion de France de L1 : 1999 (Olympique de Marseille)
- Finaliste de la Coupe UEFA : 1999 (Olympique de Marseille)
- Demi-finaliste de la Coupe de la Ligue : 1995 (Le Havre AC)

## Statistiques
- 1er match en Ligue 1 : 6 février 1993 : Nantes-Toulon
- Il a disputé 235 matchs de Championnat de  France de L1 et marqué 8 buts.
- Il a disputé 11 matchs de Ligue des champions en 1999-2000 et 11 et 2 matchs de Coupe UEFA respectivement en 1998-1999 et 2001-2002.